# Kleine Japanse bosmuis
De kleine Japanse bosmuis (Apodemus argenteus) is een knaagdier uit het geslacht bosmuizen (Apodemus) dat voorkomt in Japan. Deze soort wordt meestal gezien als een verwant van de brandmuis (Apodemus agrarius), maar is in feite niet nauw verwant aan de andere soorten van het geslacht. Zoals de naam al zegt is de kleine Japanse bosmuis een kleine soort, aangepast aan het leven in bomen. In Japan zijn fossielen van deze soort bekend sinds het Midden-Pleistoceen.